# Hits 25
Hits 25 är ett samlingsalbum utgivet den 20 februari 2008 av den svenska popsångerskan Carola Häggkvist. Albumet släpps 25 år efter att Carola 1983 slog igenom i den svenska melodifestivalen, då med melodin Främling.

## Låtlista
1. Främling - 02:58
2. Säg mig vad du står - 03:50
3. Gloria - 04:32
4. Mickey - 04:02
5. Mitt i ett äventyr - 03:03
6. Fångad av en stormvind - 03:01
7. Tommy tycker om mej - 03:50
8. Det regnar i Stockholm - 04:02
9. Tokyo - 03:19
10. Just the Way you are - 05:01
11. Every Beat of My Heart - 04:28
12. Guld i dinna ögon - 04:36
13. The Girl Who Had Everything - 04:12
14. Mixade minnen (Radiomix) - 04:12